# Encartaciones
Las Encartaciones (Baskisch: Enkarterri) is een comarca van de Spaanse provincie Biskaje. De hoofdplaats is Balmaseda. De oppervlakte bedraagt 429,52 km² en het heeft 30.966 inwoners.

## Gemeenten
De comarca bestaat uit 10 gemeenten:
- Artzentales
- Balmaseda
- Galdames
- Gordexola
- Gueñes
- Karrantza
- Lanestosa
- Sopuerta
- Trucios-Turtzioz
- Zalla

## Mythologische cultuur
Las Encartaciones is een plaats die rijk is aan bijgelovige tradities, hekserijevenementen, boze ogen en andere legendes die bekend staan om zijn populaire cultuur als "Het heksenpaleis" (Paleis van Hurtado Amézaga) in de gemeente Güeñes of de stad "heksen" "van de gemeente Zalla. Deze overtuigingen zijn bewaard gebleven tot de 21e eeuw door beeldhouwers, schrijvers en kunstenaars die zijn geboren en getogen met de magie van de mythologie, met interpretaties van kwaadaardige bovennatuurlijke wezens, tovenaars en hekserij.